# Martin Tokoš
Martin Tokoš (* 11. října 1990 Ostrava) je český florbalový útočník, reprezentant, vicemistr světa z roku 2022, pětinásobný mistr Česka a první český mistr Švédska z roku 2017. V nejvyšších florbalových soutěžích Česka, Švédska a Švýcarska hraje od roku 2007.

## Klubová kariéra

### Vítkovice
Tokoš s florbalem začínal v klubu FBK Sokol Poruba. Ještě mládežnickém věku přestoupil do 1. SC Vítkovice. V nejvyšší mužské soutěži poprvé za Vítkovice nastoupil v sezóně 2007/2008, ve které získali stříbro. V následujícím ročníku 2008/2009 již byl druhým nejproduktivnějším hráčem týmu, se kterým vyhrál svůj první mistrovský titul. Druhé zlato získali o čtyři roky později v sezóně 2012/2013, kdy Tokoš vstřelil v superfinále vítězný gól a na další asistoval.

### Švédsko a Švýcarsko
Následovalo jeho první zahraniční angažmá ve Švédské Superlize v týmu Jönköpings IK, kam přestoupil společně s vítkovickým spoluhráčem Tomášem Sladkým. Již v lednu 2014 ale v té době poslední tým ligy opustil a přestoupil do klubu IBK Dalen, kde hráli Milan Tomašík a Patrik Suchánek. Za Dalen odehrál další dvě sezóny. Po té se přesunul do klubu IBF Falun, se kterým získal v dalším ročníku 2016/2017 jako první český florbalista švédský mistrovský titul (další švédské zlato získali až v roce 2024 Ondřej Němeček a Filip Langer).
V roce 2017 přestoupil do švýcarské nejvyšší soutěže do klubu Chur Unihockey. Ale ještě před koncem roku se z rodinných důvodů vrátil do Vítkovic, se kterými dohrál sezónu 2017/2018. Navzdory jeho vlastnímu hattricku prohráli v superfinále proti týmu Florbal MB, do kterého následně přestoupil.

### Boleslav
V další sezóně naopak s Boleslaví podlehl ve finále Vítkovicím. Titul tak s novým týmem získal až v roce 2021, k čemuž přispěl asistencí na vyrovnávací gól. Výhru obhájili i v následující sezóně. Na následném Poháru mistrů ve vítězném zápase o bronz vstřelil dva góly a na další asistoval.

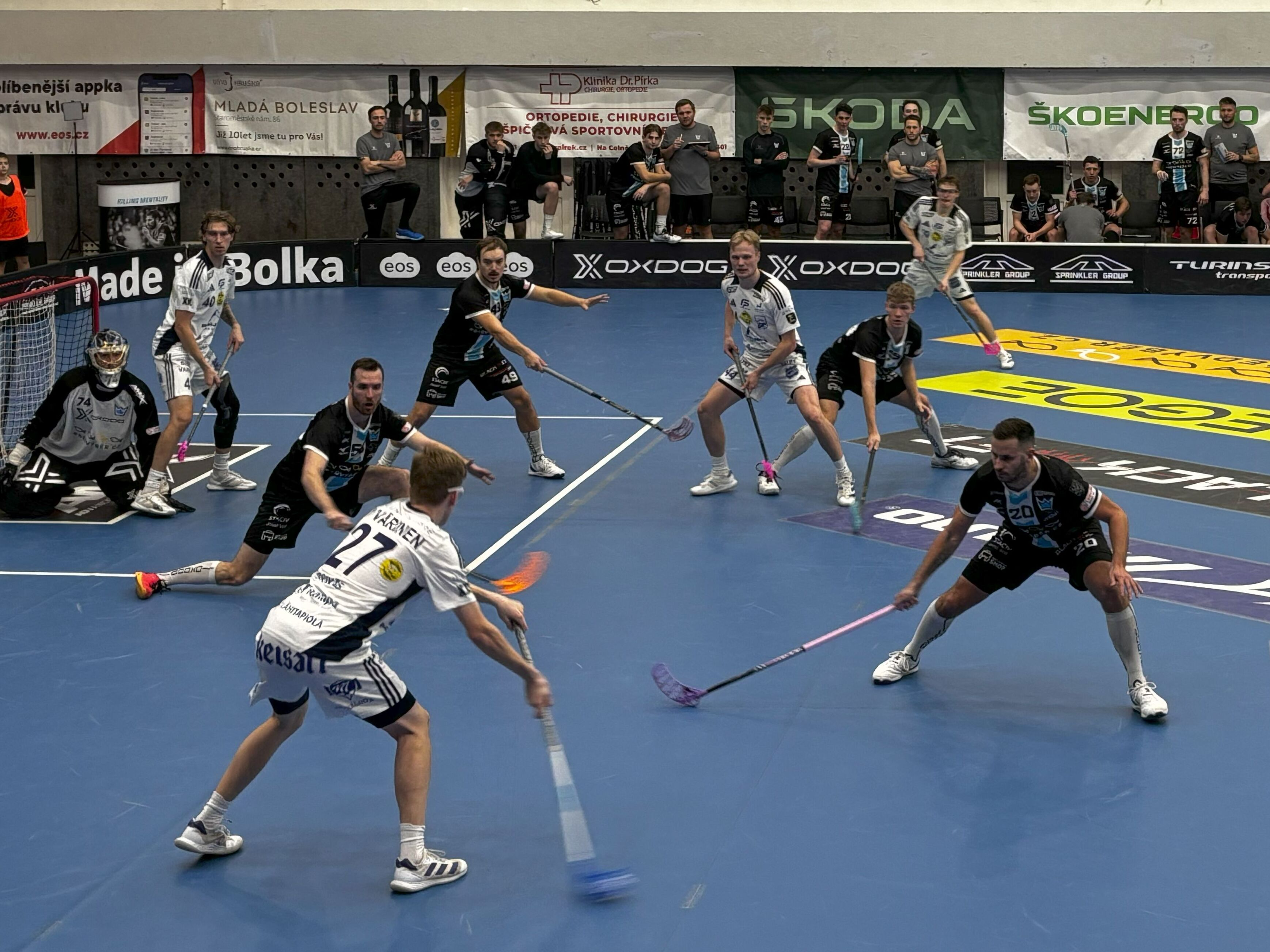
Tokoš (vpravo vpředu) hrající za Florbal MB v domácím semifinále Poháru mistrů 2025

Na Poháru mistrů 2025 se jako třetí český tým v historii probojovali do finále. Tokoš vstřelil vítězný gól v postupovém semifinálovém zápase. V sezóně 2024/2025 získal s Boleslaví čtvrtý klubový ligový titul, celkově jeho pátý. V této sezóně sezóně jako druhý hráč v historii po Jiřím Curneym vstřelil 100. gól v play-off.

## Reprezentační kariéra
V juniorské kategorii Tokoš reprezentoval na Mistrovství světa v roce 2009, kde byl nejproduktivnějším českým hráčem.
V mužské florbalové reprezentaci hrál na pěti mistrovstvích. Patří k českým hráčům s nejvyšším počtem účastí. Nejprve hrál na třech šampionátech mezi lety 2012 a 2016. Z toho z Mistrovství v roce 2014 má bronz, ke kterému přispěl brankou v zápase o třetí místo. V dubnu 2014 na Euro Floorball Tour (EFT) byl u prvního vítězství Česka nad Švédskem v historii i prvního celkového vítězství na turnaji.

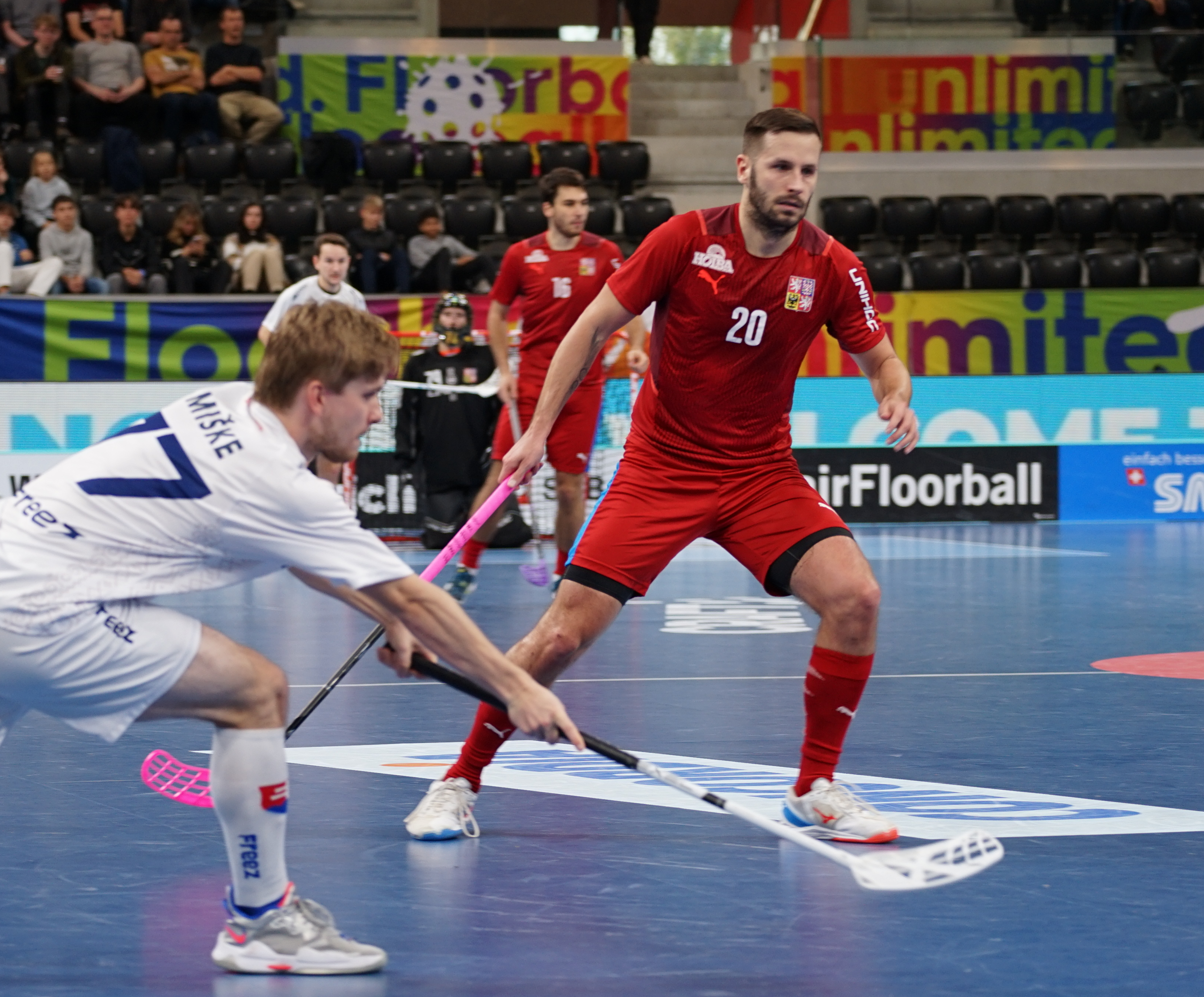
Tokoš (uprostřed) na Mistrovství světa 2022

Do reprezentace se vrátil jako druhý nejstarší hráč v poli na šampionátu v roce 2022, kde Česko získalo po 18 letech druhou stříbrnou medaili. K úspěchu přispěl mimo jiné gólem v semifinále a gólem a asistencí v základní skupině v první české remíze v zápase se Švédskem na mistrovství světa v historii.
Na turnaji v Lotyšsku v září 2023 dovršil jako pátý Čech v historii 100 kanadských bodů. V listopadu 2023 s týmem potřetí vyhráli turnaj EFT, na kterém porazili dosud nejvyšším rozdílem 12:8 Švédsko a jako první v historii jim nastříleli dvoumístný počet branek. Na Mistrovství světa 2024 byl nominován dodatečně jako náhradník a získal na něm s národním týmem bronz. Sám do medailového zápasu ale nezasáhl.
| Umístění         | Soutěž                                       |
| ---------------- | -------------------------------------------- |
| 4.               | Mistrovství světa ve florbale do 19 let 2009 |
| 7.               | Mistrovství světa ve florbale 2012           |
| Bronzová medaile | Mistrovství světa ve florbale 2014           |
| 4.               | Mistrovství světa ve florbale 2016           |
| Stříbrná medaile | Mistrovství světa ve florbale 2022           |
| Bronzová medaile | Mistrovství světa ve florbale 2024           |